# كامبيونشاب فان فلانديرن 2019
كامبيونشاب فان فلانديرن 2019  هو سباق دراجات هوائية، وهو الموسم رقم 104 من السباق، وأقيم في 20 سبتمبر 2019، وهو أحد سباقات طواف أوروبا للدراجات 2019، وهو من نوع  سباق يوم واحد.
فاز فيه بالمركز الأول  Jannik Steimle ‏، وبالمركز الثاني  تيمو روزن، وبالمركز الثالث  ديلان جروينويغن.

## الفائزون
| الترتيب | الفائز          |
| ------- | --------------- |
| الفائز  | Jannik Steimle ‏ |
| الثاني  | تيمو روزن       |
| الثالث  | ديلان جروينويغن |